# Nubia-See
Nubia-See, auch Lake Nubia genannt (arabisch بحيرة النوبة, DMG Buḥairat an-Nūba), bezeichnet den Teil des beim Bau des Assuan-Hochdamms entstandenen Nassersees, der auf dem Territorium Sudans liegt. 

## Beschreibung
Der See erstreckt sich von der Grenze zwischen Ägypten und Sudan rund 228 km in den Sudan hinein, hat eine Uferlänge von 1406 km und sein Wasserinhalt umfasst etwa 24,4 Milliarden m³. Der Name leitet sich von der Region Nubien ab. An der Grenze zwischen Ägypten und Sudan, die generell dem Breitengrad 22° Nord folgt, ragt im Bereich des Nubiasees bzw. Nassersees der Wadi Halfa Salient fingerartig nach Norden in ägyptisches Territorium hinein.
Die einzige Stadt am Nubia-See ist das nach der Flutung des Stausees ab 1970 neu aufgebaute Wadi Halfa, von dessen Hafen Passagier- und Frachtschiffe zur Anlegestelle von Assuan verkehren. Die altägyptischen Städte am Nilufer Semna-West, Kumma und Buhen sind genauso überflutet worden wie zahlreiche Ortschaften mit traditioneller nubischer Kultur, die zwischen dem ersten und zweiten Katarakt des Nil lagen.

## Siehe auch

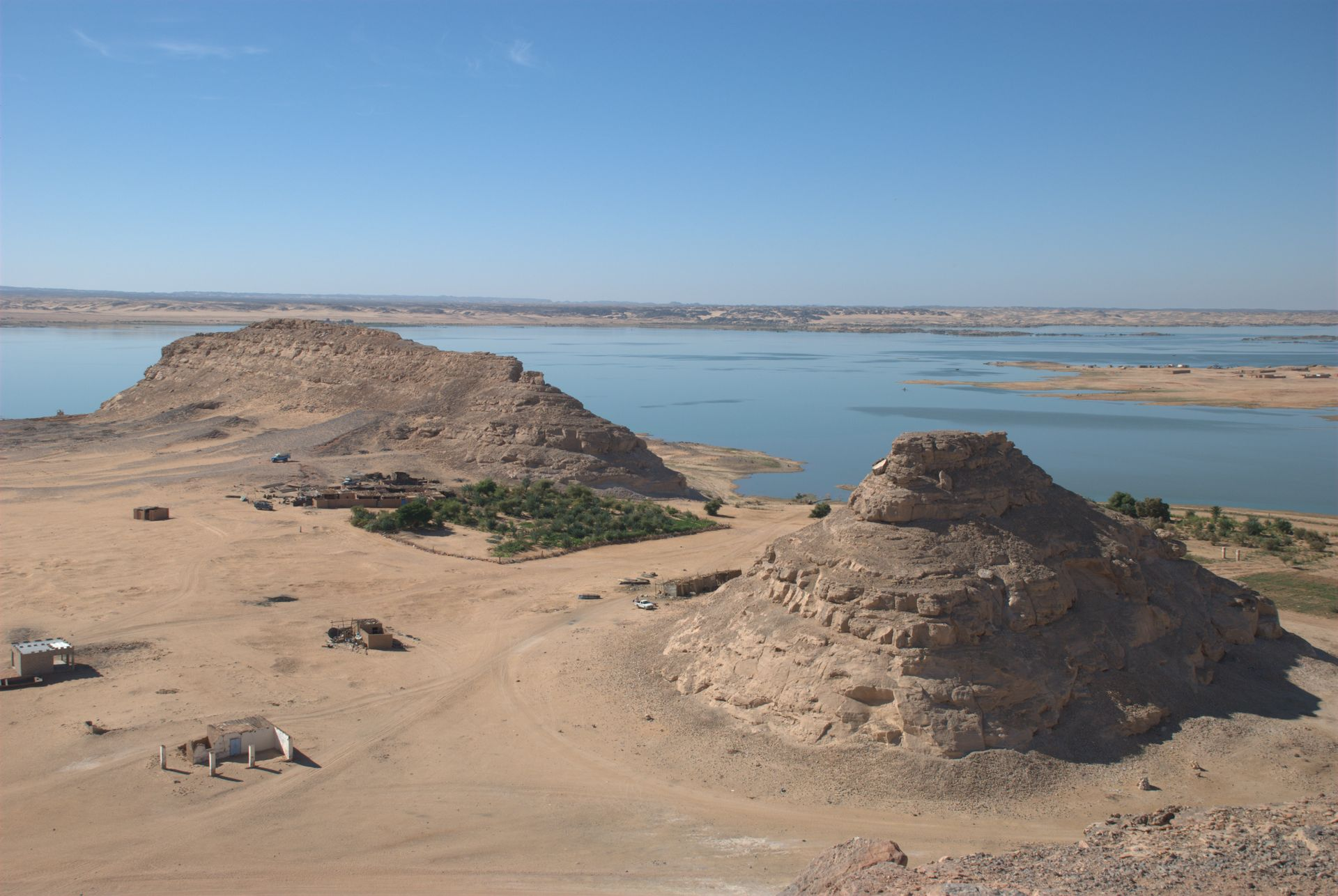
Inselberge von Wadi Halfa am Ostufer des Sees